# Le Vésinet
Le Vésinet település Franciaországban, Yvelines megyében. Lakosainak száma 15 712 fő (2022. január 1.). Le Vésinet Chatou, Croissy-sur-Seine, Montesson és Le Pecq községekkel határos.

## Népesség
A település népességének változása:
| Lakosok száma | 15 847 | 15 884 | 16 643 | 15 889 | 15 865 | 15 943 | 15 619 | 15 646 | 15 712 |
|               | 2013   | 2015   | 2016   | 2017   | 2018   | 2019   | 2020   | 2021   | 2022   |